# Massakern i Liepāja

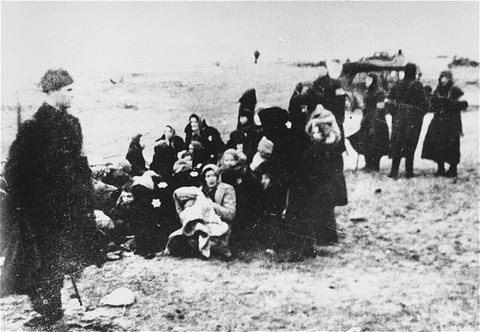
Massakern i Liepāja: Medlemmar ur en lettisk polisbataljon samlar ihop en grupp judiska kvinnor och barn inför massakern.

Massakern i Liepāja ägde rum mellan den 15 och 17 december 1941 vid en strand nära orten Skede i närheten av Liepāja i Lettland. 
Nazistiska Einsatzgruppe A och medlemmar ur Schupo assisterade av lettiska milisstyrkor, bland annat det beryktade Arājskommandot, verkställde flera massavrättningar av sammanlagt drygt 2 800 lettiska judar, de flesta kvinnor och barn. En av befälhavarna vid denna mordaktion var den lokala SS-chefen, SS-Obersturmführer Fritz Dietrich.